# Elb Foraker
Elb Foraker è un personaggio minore della trilogia di Shannara scritta da Terry Brooks. Appare nel terzo romanzo della serie di Shannara, La Canzone di Shannara.

## Storia
Il Nano è un vecchio amico di Garet Jax; i due si rincontrano nella città di Culhaven. In questa occasione conosce Jair Ohmsford.
Non crede in un primo momento alla missione del giovane, ma convince il Consiglio degli Anziani di Culhaven a riunirsi per sentire le ragioni del giovane Ohmsford; dopo un appassionante racconto dei fatti Jair lo convince e si schiera con lui e lo appoggia in sede di Consiglio.
Si offre volontario per accompagnarlo nella sua missione formando con Garet Jax, Slanter, Edain Elessedil e Helt una compagnia che aiuterà Jair nel viaggio verso la Sorgente del cielo.
La sua conoscenza del territorio sono molto utili durante il viaggio; infatti con il suo aiuto tutti i membri della compagnia superano le gole del Cuneo e insieme a Garet riescono a far crollare il ponte sul Cuneo una volta attraversato dai suoi amici.
Durante la fuga salva il principe Edain conducendolo attraverso tunnel segreti alla fortezza di Capaal.
La sua furia di guerriero è utile alla compagnia quando, aiutandosi con la sua ascia bipenne, abbatte Gnomi lungo il cammino dei suoi amici; però non può far nulla quando in un attacco viene ferito; subito in suo aiuto si lancia il suo amico Edain Elessedil che lo protegge con la sua spada. Ma il suo è un salvataggio momentaneo perché il giovane Elfo viene ferito a sua volta.
L'amicizia che lega i due e l'antico rapporto di fratellanza tra Nani ed Elfi si suggella con la decisione di entrambi di proteggere la fuga del resto della compagnia; Jair si oppone, ma il senso del dovere e la promessa fatta di dare la vita affinché lui possa compiere la missione lo spingono via.
I due straordinari amici saranno ricordati dal giovane Jair.